# Maciej Krzanowski
Maciej Wacław Krzanowski (ur. 1 maja 1930 w Krakowie, zm. 13 lipca 2017) – polski lekarz i polityk, senator I kadencji.

## Życiorys
W 1948 ukończył Gimnazjum i Liceum im. Adama Mickiewicza w Tarnowie. Był drużynowym w XII Żeglarskiej Drużynie Harcerskiej. W 1953 ukończył studia na Wydziale Lekarskim Akademii Medycznej w Krakowie. W 1968 uzyskał stopień doktora nauk medycznych, specjalizował się w zakresie reumatologii i kardiologii. W 1953 rozpoczął praktykę lekarską w Cieszynie. W latach 1955–1956 pełnił funkcję państwowego inspektora sanitarnego. W latach 1964–1965 był ordynatorem oddziału szpitalnego w Zakładach Azotowych w Tarnowie. W latach 1966–1972 pracował w Pracowni Biologii Stosowanej Instytutu Zootechniki w Gumnach koło Cieszyna. W latach 1972–1974 przebywał w Stanach Zjednoczonych, gdzie praktykował w szpitalu w New Britain w stanie Connecticut. Od 1975 prowadził poradnię kardiologiczną w Cieszynie. W latach 1975–1981 był ordynatorem w Śląskim Szpitalu Reumatologicznym w Ustroniu. Od 1985 pracował w zespole opieki zdrowotnej w Cieszynie, gdzie w latach 1991–1996 pełnił funkcję dyrektora. Od 1987 kierował także wiejskim ośrodkiem zdrowia w Pogwizdowie.
W 1980 wstąpił do NSZZ Solidarność. Od 1989 do 1991 z ramienia Komitetu Obywatelskiego sprawował mandat senatora I kadencji, reprezentując województwo bielskie. W latach 1998–2002 zasiadał w Sejmiku Województwa Śląskiego.
Należał także do Unii Demokratycznej i Unii Wolności, w 2005 przystąpił do Partii Demokratycznej. Był też członkiem Klubu Inteligencji Katolickiej w Cieszynie oraz wiceprezesem Fundacji Zdrowia Śląska Cieszyńskiego.
W 2009, za wybitne zasługi w pracy naukowej oraz działalności na rzecz ochrony i promocji zdrowia publicznego, został odznaczony Krzyżem Kawalerskim Orderu Odrodzenia Polski.

## Życie prywatne
Był żonaty z Wiktorią (lekarką), miał troje dzieci.